# دستور سنتور
دستور سنتور عنوان کتابی از موسیقی‌دان ایرانی فرامرز پایور است. این اثر دومین کتاب آموزشی برای ساز سنتور، پس از کتاب ابوالحسن صبا در تاریخ موسیقی ایران است. دستور سنتور، برای نخستین بار در دی سال ۱۳۴۰ منتشر شد و پس از آن بارها به تجدید چاپ رسید. این کتاب، پرفروش‌ترین کتاب آموزش موسیقی در ایران بوده‌است.

## نویسنده
فرامرز پایور، (زادهٔ ۱۳۱۱ – درگذشتهٔ ۱۳۸۸) موسیقی‌دان ایرانی، آهنگ‌ساز، پژوهشگر، مدرس و نوازندهٔ سنتور بود. او چهرهٔ ماندگار و یکی از هنرمندان تأثیرگذار در موسیقی ایرانی بود. وی در ۱۷ سالگی، آموزش موسیقی را نزد «ابوالحسن صبا» آغاز کرد و تا زمان درگذشت صبا، در مدت شش سال ردیف موسیقی را فراگرفت و یکی از برجسته‌ترین شاگردان او شد. پس از آن نزد هنرمندانی نظیر: عبداله دوامی، موسی معروفی و نورعلی برومند به فراگیری ردیف درویش‌خان و ردیف میرزا عبدالله پرداخت. او از سال ۱۳۳۷ آموزش سنتور را در هنرستان عالی موسیقی ملی آغاز کرد. پایور نخستین آهنگ‌سازی بود که ساز تخصصی وی، سنتور بود. او همچنین هارمونی و کمپوزیسیون را در کلاس «امانوئل ملیک اصلانیان» آموخت و در سال ۱۳۴۱ برای ادامه تحصیلات، از طرف وزارت فرهنگ و هنر به انگلستان فرستاده شد و از دانشگاه کمبریج در رشتهٔ زبان و ادبیات انگلیسی دانشنامه گرفت. او در این زمان به معرفی موسیقی ایرانی و سنتور در محافل دانشگاهی انگلستان پرداخت. او پس از بازگشت به ایران، با گروه اساتید و گروه نوازندگان فرهنگ و هنر در جشن‌های هنر شیراز حضور داشت. وی در سال ۱۳۵۵ از فعالیت‌های دولتی بازنشسته شد. فرامرز پایور پس از یک دوره طولانی بیماری در ۱۸ آذر ۱۳۸۸ درگذشت.

## مقدمه
فرامرز پایور در بخشی از مقدمهٔ کتاب دستور سنتور نوشته‌است:
«همان‌گونه که رشد و تکامل آدمی وابسته به فرهنگ اصیل و قویم خانواده و تعلیم و تربیت تدریجی است و هرچه دقیق‌تر و صحیح‌تر و کامل‌تر باشد مواهب طبع سلیم قوی‌تر و شگفت‌انگیزتر می‌گردد هر نوع تربیت و تعلیم نیز مستلزم وسائل و عوامل اصولی و سنجیده شده و ثمربخش است که طریق وصول به‌مقصود را روشن‌تر و نزدیک‌تر کند.

استاد فقید ابوالحسن صبا در طریق فراگرفتن ساز دل‌انگیز سنتور کتب راهنما و مفیدی به‌نام ردیف سنتور تصنیف نموده که شامل قطعات ضربی و ابتکارات عالمانهٔ استاد و حقاً در خور کمال استفاده و تحسین است و اینجانب ضمن تعلیم این کتاب به هنرجویان مبتدی به نکات دقیق و آموزنده‌ای متوجه شدم که هنرجویان سنتور برای پیشرفت اصولی و تدریجی مخصوصاً در طریق تقویت مضراب و نواختن آواز به کتابی مقدماتی‌تر از ردیف اول استاد صبا نیازمند هستند زیرا تا قبل از آموختن انواع مضراب‌ها و شناسایی نسبی قواعد، اجرای ردیف‌ها و تجسم حالات خاصهٔ گوشه‌های آواز کاری دشوار و طریقی بس ناهموار است که با تحمل زحمات طاقت‌فرسا و صرف سال‌ها وقت احیاناً به حصول مقصود بینجامد. بدین انگیزه در این کتاب با تقسیمات عدیده ساده‌ترین نوع مضراب‌های مورد نیاز مبتدیان بر مبنای تمرینات متناسب به‌منظور تقویت دست هنرجویان نگاشته و نموده شده و در ضمن آن از قطعات شیرین ردیف و آهنگ‌های محلی و تصانیف قدیم نیز استفاده گردیده‌است. هنرجویان با استعداد در اجرای دقیق و مداوم تمرین‌های این کتاب حداکثر در مدت چهار ماه قادر خواهند بود قطعات ضربی و چهارمضراب‌های ردیف سنتور را به‌خوبی اجرا کنند و سپس برای اجرای آوازها از ردیف‌های استاد صبا استفاده نمایند…»

## محتوا
کتاب «دستور سنتور» شامل ۳۷ درس اصلی است. مباحث، ابتدا با توضیحاتی دربارهٔ تئوری موسیقی، نحوهٔ نشستن نوازنده، گرفتن مضراب و نحوهٔ نواختن آغاز می‌شود. در ادامه درس‌های ابتدایی به‌صورت «اتود» برای تمرین نت‌خوانی و مضراب زدن نگاشته شده‌است. نخستین درس آهنگین کتاب، درس شماره ۸ (ترانهٔ محلی جونی جونی) است. به تدریج در درس‌های بعدی این کتاب، از تمپوی بالاتر استفاده شده‌است. از درس شماره ۱۶ که قطعهٔ «در قفس» اثر ابوالحسن صبا است، از نت چنگ استفاده شده و در درس‌های بعد دولاچنگ و سه‌لاچنگ بکار رفته‌است.

## عنوان درس‌ها
نصیرخانی (چهارپاره)، تصنیف هزاران آفرین، گل گندم، زنگ شتر، چهارمضراب ترک، گرایلی، چهارمضراب دشتی، سه‌مضراب ابوعطا، شهرآشوب، زرد ملیجه، مزرع سبز فلک، جغتایی، رنگ حربی، چهارمضراب سه‌گاه، رقص چوپی، ضربی ترک و پادشه خوبان، از جمله قطعات آهنگین این کتاب هستند.

## تمرین‌های ضمیمه
فرامرز پایور پس از آخرین درس این کتاب (درس شماره ۳۷)، توضیحاتی را مبنی بر تجربیات چند سال تدریس «دستور سنتور» نگاشته‌است. او این توضیحات را به عنوان مقدمهٔ تمرین‌های پایانی کتاب آورده که در آن تمرین‌ها بر ریزها و «تکیه‌ها» تمرکز بیشتری انجام شده‌است. تمرین‌های ضمیمهٔ کتاب شامل ۱۷ تمرین است.

## آلبوم صوتی
فرامرز پایور در بهمن سال ۱۳۷۱ آلبوم صوتی اجرای کتاب دستور سنتور، شامل ۲ نوار کاست را اجرا و توسط مؤسسه چهارباغ بانگ منتشر نمود. او در بخشی از بروشور آلبوم «دستور سنتور» نوشته‌است:
«هیچ‌کس از پیش خود چیزی نشد.
همیشه به این عقیده بوده و هستم که فراگیری هنرها به خصوص موسیقی، جز از راه آموزش مستقیم به وسیله هنرآموز، راه دیگری برای رسیدن به نتایج رضایت بخش نداشته و ندارد. به همین جهت هروقت صحبت از تهیه نوار از کتاب‌های آموزشی این جانب به خصوص دستور سنتور و دوره ابتدایی به میان می‌آمد، همیشه نظریهٔ فوق را گوشزد کرده و از این کار امتناع می‌کردم. بعد از چاپ کتاب دوره ابتدایی و نوشتن آدرس صندوق پستی، کراراً نامه‌هایی دریافت داشتم مبنی بر فقدان یا کمبود هنرآموز سنتور در مراکز استان‌ها، شهرستان‌ها و روستاهایی که در آنها جوانان پرشور و با استعداد و علاقه‌مند فراوان یافت می‌شود و متأسفانه به همان علت نداشتن راهنمای متبحر یا استفاده از راهنمایی‌های اشتباه و نادرست بعضی از نوازندگان سازهای دیگر که به هر ترتیب خود را با نواختن سنتور نیز آشنا کرده‌اند، اغلب از راه تحصیل صحیح این ساز منحرف شده و گاهی هم به علت عدم پیشرفت از تعلیم سر باز زده‌اند. این جریانات مرا بر آن داشت که بالاخره علی‌رغم تمایل شخصی و صرفاً به خاطر آن دسته از جوانان هنردوست و علاقه‌مند به این ساز که محروم از داشتن مدرس کارآزموده در این رشته هستند، فعلاً کتاب دستور سنتور را به صورت نوار کاست درآورده و در اختیار آنان قرار دهم…»

## سایر آثار مرتبط
در سال ۱۳۹۱ کتابی با عنوان «تئوری دستور سنتور» (فرامرز پایور) توسط «امیر کریمی» نگاشته و توسط انتشارات نوید شیراز منتشر شد.
در سال ۱۳۹۲ کتاب دستور سنتور توسط «سامان ضرابی» اجرا و در آلبومی با عنوان «دستور سنتور» توسط مؤسسه فرهنگی هنری ماهور منتشر شد.

## نقد
این کتاب می‌بایست قبل از کتاب «ردیف صبا» تدریس شود تا نوآموز آموزش را با ردیف صبا آغاز نکند. درس‌ها از نظر تکنیکی این‌چنین چیده شده‌اند: «آسان به سخت»، «کوتاه به بلند»، «ریتم ساده به ترکیبی»، «کُند به تند»، «ریتم یکنواخت به متغیر» (با کشش‌های متنوع و سکوت‌ها)، «مضراب‌های ساده به مُرکّب» و «سیم‌های سفید به زرد و بعد پشت خرک». پیش از درس شمارهٔ یک، تمرین‌های مضراب برای اجرا، نه روی ساز بلکه روی میز آورده شده تا نوآموز با انواع مضراب‌ها و ترکیب آنها آشنا شود. بسیاری از درس‌ها با توضیح همراه است تا هنرجو اطلاعات لازم و تکمیلی را به دست آورد؛ مثلاً دربارهٔ «تئوری»، «علامت‌ها و قواعد نت نویسی»، «ریتم‌ها»، «تمهیدات اجرایی»، «آهنگ‌های محلی، قدیمی یا شناخته شده‌ای که در این کتاب گنجانده شده‌است» و همچنین «شعر آهنگ‌های با کلام» که آنها نیز آورده شده‌اند. در این کتاب کوک سنتور برای تمام خرک‌ها ذکر شده‌است. همچنین تصویر و نقشه‌ای از ساز و مضراب نیز در آخر کتاب ترسیم شده‌است.